# Radek Dvořák
Radek Dvořák (* 9. März 1977 in Tábor) ist ein ehemaliger tschechischer Eishockeyspieler, der im Verlauf seiner aktiven Karriere zwischen 1993 und 2014 unter anderem 1299 Spiele für die Florida Panthers, New York Rangers, Edmonton Oilers, St. Louis Blues, Dallas Stars, Anaheim Ducks und Carolina Hurricanes in der National Hockey League auf der Position des rechten Flügelstürmers bestritten hat. Mit der tschechischen Nationalmannschaft gewann Dvořák in den Jahren 1999, 2001 und 2005 insgesamt drei Weltmeistertitel.

## Karriere
Radek Dvořák begann seine Karriere als Eishockeyspieler in der Jugend des HC Tábor. 1992 wechselte er in den Nachwuchsbereich des HC České Budějovice, für dessen Profimannschaft er von 1993 bis 1995 in der tschechischen Extraliga aktiv war. Bereits 1994 wurde er von den Bisons de Granby als insgesamt 34. Spieler im CHL Import Draft gezogen, blieb aber vorerst in Tschechien. Anschließend wurde er im NHL Entry Draft 1995 in der ersten Runde als insgesamt zehnter Spieler von den Florida Panthers ausgewählt, für die er die folgenden viereinhalb Jahre in der National Hockey League auf dem Eis stand. Am 30. Dezember 1999 er an die New York Rangers abgegeben, für die er weitere dreieinhalb Spielzeiten lang in der NHL auflief. Anschließend spielte der Angreifer bis zum Lockout in der NHL-Saison 2004/05 für die Edmonton Oilers. Die Zeit während des Lockouts selbst überbrückte der Rechtsschütze in seiner tschechischen Heimat, wo er vom HC České Budějovice verpflichtet wurde. Den Verein, bei dem Dvořák seine Laufbahn begonnen hatte und der mittlerweile in die zweitklassige 1. Liga abgestiegen war, führte er als Zweitligameister zurück in die Extraliga.
Nach Wiederaufnahme des Spielbetriebs in der NHL kehrte Dvořák zunächst zu den Edmonton Oilers zurück, bevor er am 14. September 2006 als Free Agent einen Vertrag bei deren Ligarivalen, den St. Louis Blues, erhielt. Vor dem Spieljahr 2007/08 kehrte der Tscheche schließlich zu seinem Ex-Klub Florida Panthers zurück. Ende Februar 2011 wurde er in einem Transfergeschäft an die Atlanta Thrashers abgegeben.
Am 1. Juli 2011 unterzeichnete er einen Kontrakt für ein Jahr bei den Dallas Stars. Ende Januar 2013 wurde er vom HC Davos aus der Schweizer National League A verpflichtet. Nach dem Ausscheiden aus den NLA-Playoffs mit dem HC Davos unterzeichnete er im März 2013 einen Vertrag bis zum Saisonende bei den Anaheim Ducks. Nach nur einem halben Jahr in Anaheim wechselte er im September 2013 zu den Carolina Hurricanes. Sein Einjahresvertrag in Carolina wurde nach der Saison 2013/14 nicht verlängert, sodass er ab Juli 2014 als Free Agent auf der Suche nach einem neuen Arbeitgeber war.
Anfang Januar 2015 beendete er schließlich offiziell seine Karriere.

### International
Im Juniorenbereich spielte Dvořák bei den U18-Europameisterschaften 1994, als die Bronzemedaille gewonnen wurde, und 1995 für Tschechien.
Für Tschechien nahm Dvořák an den Weltmeisterschaften 1999, 2001, 2004 und 2005 teil. Des Weiteren stand er im Aufgebot Tschechiens bei den Olympischen Winterspielen 2002 in Salt Lake City und beim World Cup of Hockey 2004.

## Erfolge und Auszeichnungen
- 2005 Meister der 1. Liga und Aufstieg in die Extraliga mit dem HC České Budějovice
- 2005 Meiste Vorlagen in den Playoffs der 1. Liga

### International
| - 1994 Bronzemedaille bei der U18-Junioren-Europameisterschaft - 1999 Goldmedaille bei der Weltmeisterschaft - 2001 Goldmedaille bei der Weltmeisterschaft | - 2004 Bester Vorlagengeber der Weltmeisterschaft - 2005 Goldmedaille bei der Weltmeisterschaft |

## Karrierestatistik

### International
Vertrat Tschechien bei:
| - U18-Junioren-Europameisterschaft 1994 - U18-Junioren-Europameisterschaft 1995 - Weltmeisterschaft 1999 - Weltmeisterschaft 2001 | - Olympischen Winterspielen 2002 - Weltmeisterschaft 2004 - World Cup of Hockey 2004 - Weltmeisterschaft 2005 |

(Legende zur Spielerstatistik: Sp oder GP = absolvierte Spiele; T oder G = erzielte Tore; V oder A = erzielte Assists; Pkt oder Pts = erzielte Scorerpunkte; SM oder PIM = erhaltene Strafminuten; +/− = Plus/Minus-Bilanz; PP = erzielte Überzahltore; SH = erzielte Unterzahltore; GW = erzielte Siegtore; 1 Play-downs/Relegation; Kursiv: Statistik nicht vollständig)